# Gylippus dsungaricus
Gylippus dsungaricus är en spindeldjursart som först beskrevs av Roewer 1933.  Gylippus dsungaricus ingår i släktet Gylippus och familjen Gylippidae. Inga underarter finns listade i Catalogue of Life.